# Ömböly
Ömböly là một thị trấn thuộc hạt Szabolcs-Szatmár-Bereg, Hungary. Thị trấn này có diện tích 30,35 km², dân số năm 2010 là 418 người, mật độ 14 người/km².